# タイワンイチビ

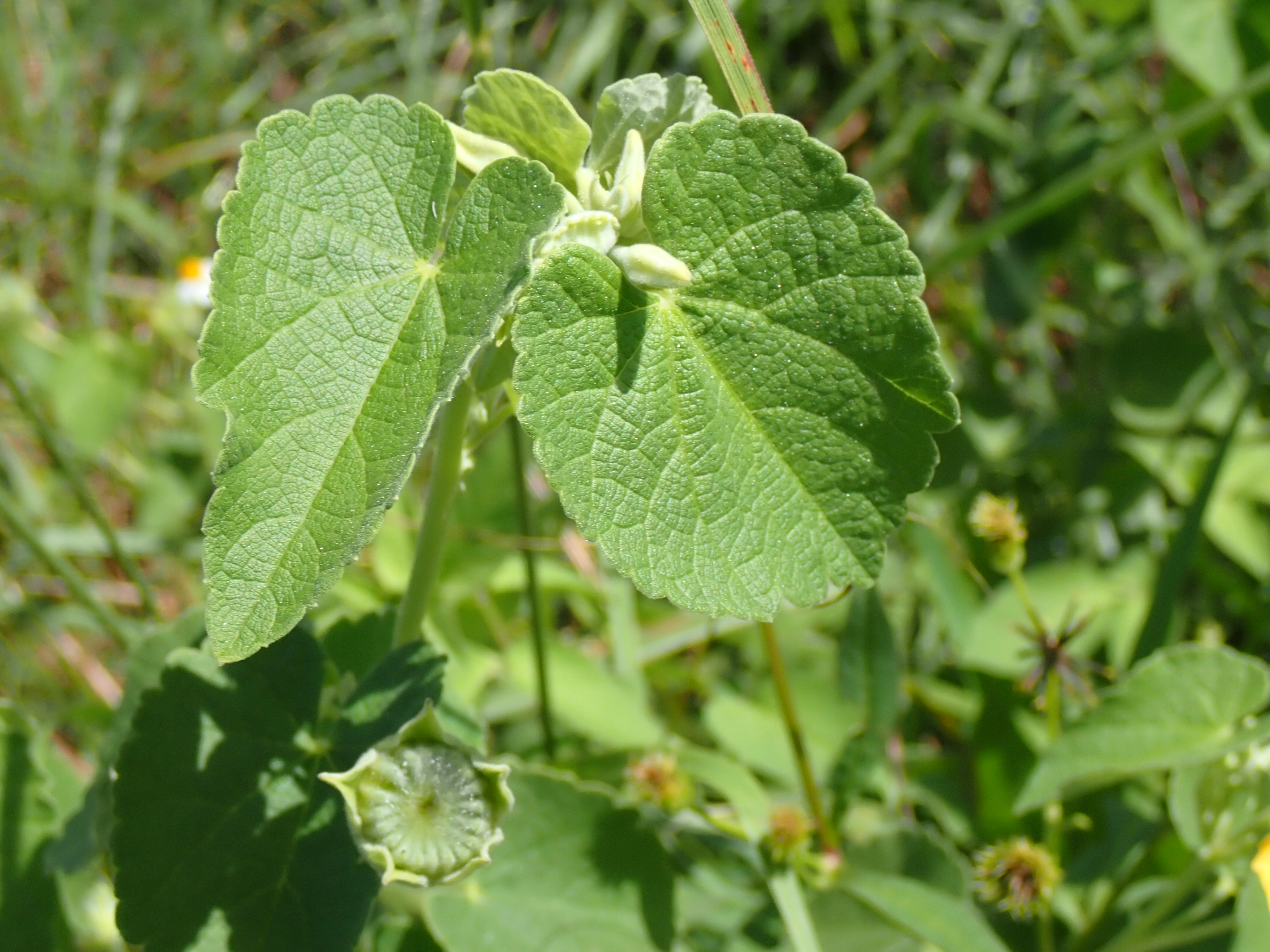
葉表は細かい葉脈が凹む（2024年6月 沖縄県宮古島市下地島）

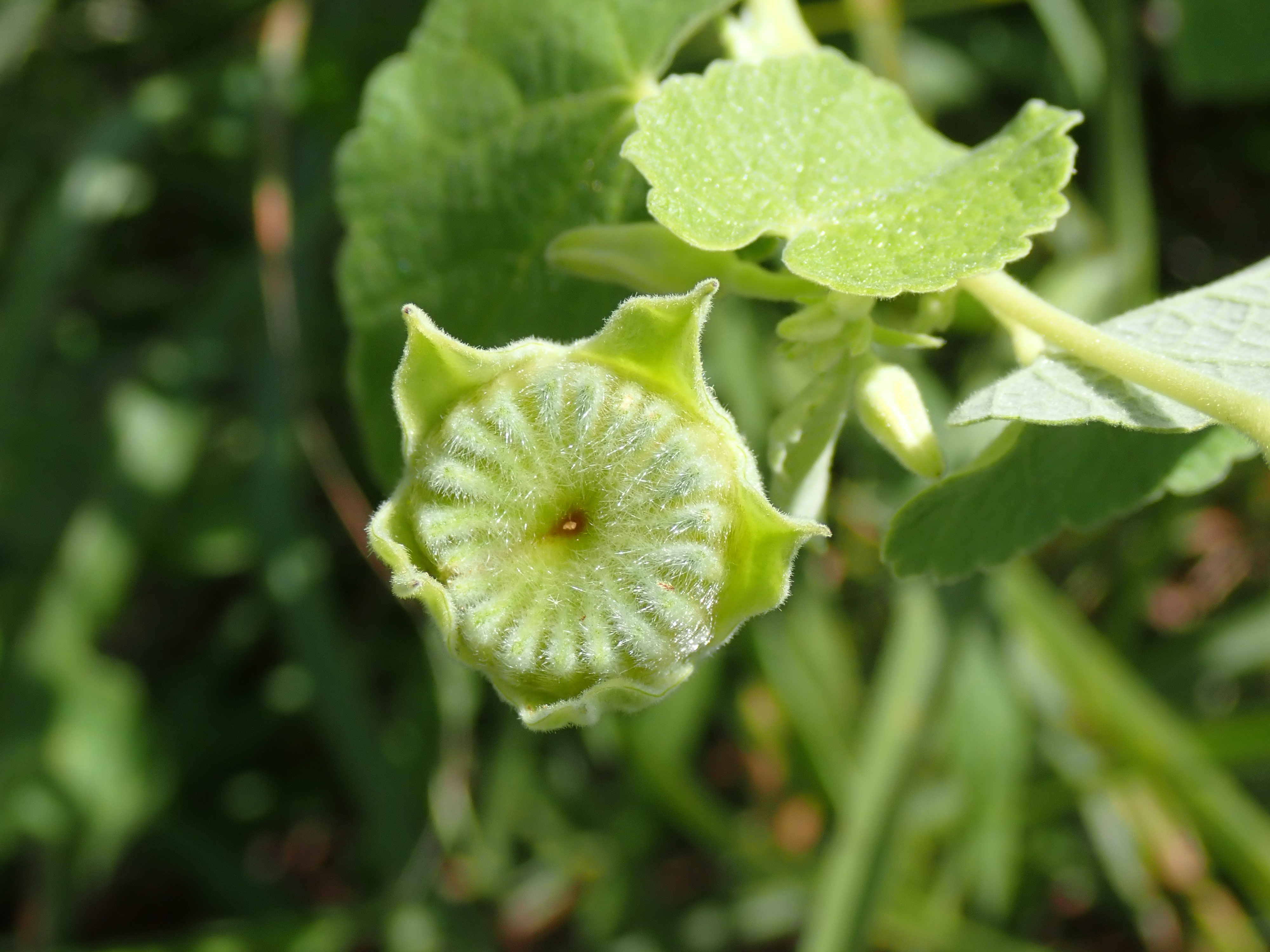
分果20個からなる蒴果（2024年6月 沖縄県宮古島市下地島）

タイワンイチビ（別名ヒメイチビ、学名：Abutilon indicum subsp. guineense）はアオイ科イチビ属の常緑多年生草本～亜低木。タカサゴイチビの亜種。

## 特徴
高さ1–2 m。葉は長さ3–10 cmの鋸歯縁で、両面に毛が多く、細かい葉脈が凹んで皺になる。萼裂片はサキシマイチビと同様に5–10 mmと長く、結実時に平らに開かない。花は黄色。春に開花する。果実は径5 cmほどの蒴果で、約20個の分果からなる。分果の突起は明瞭で先は曲がらない。

## 近縁種との識別
タイワンイチビは、萼裂片が5–10 mmと長い点で基準亜種タカサゴイチビA. indicum subsp. indicum（萼裂片3–4 mmと短い）と、葉先があまり尖らず葉表の葉脈が凹む点で亜種サキシマイチビA. indicum subsp. albescens（葉先は尖り、葉表面の葉脈は凹まない）とそれぞれ識別可能とされる。

## 分布
世界中の熱帯に分布し、奄美諸島以南の琉球列島と小笠原に生育とする文献（野生化については言及していない）と、台湾～インド原産で喜界島以南の琉球列島に野生化とする文献がある。前者では基準亜種タカサゴイチビより本亜種タイワンイチビが普通にみられるとし、後者はタイワンイチビはやや稀としている。